# Wydział Nauk o Zdrowiu Warszawskiego Uniwersytetu Medycznego
Wydział Nauk o Zdrowiu Warszawskiego Uniwersytetu Medycznego – jeden z pięciu wydziałów Warszawskiego Uniwersytetu Medycznego, utworzony 29 maja 2000 r.
Nauczanie realizowane jest w systemie dwustopniowym, w trybie stacjonarnym (dziennym) i niestacjonarnym (zaocznym) na pięciu kierunkach: dietetyka, pielęgniarstwo, położnictwo, ratownictwo medyczne i zdrowie publiczne. W 2007 roku wydział zyskał uprawnienia do nadawania stopnia doktora nauk medycznych, a od 2009 stopnia doktora nauk o zdrowiu. Od 2011 r. na wydziale można uzyskać stopień naukowy doktora habilitowanego w dziedzinie nauk o zdrowiu.
W dniu 1 października 2019 r. nastąpiła zmiana nazwy Wydziału Nauki o Zdrowiu na „Wydział Nauk o Zdrowiu”.